# Дзёэцу
Дзёэцу (яп. 上越市 Дзёэцу-си) — особый город Японии, расположенный в юго-западной части префектуры Ниигата. Основан 29 апреля 1974 года, путём объединения городов Такада и Наоэцу. Площадь города составляет 973,61 км², население — 197 795 человек (1 августа 2014), плотность населения — 203,16 чел./км².
1 января 2005 года в состав города вошли населённые пункты из различных уездов Японии:
- уезд Хигасикубики — посёлок Ясудзука и сёла Маки, Осима и Урагавара;
- уезд Накакубики — посёлки Итакура, Какидзаки, Огата и Ёсикава, сёла Киёсато, Кубики, Накаго и Санва;
- уезд Нисикубики — посёлок Надати.

## История
Город Дзёэцу был древней столицей провинции Этиго. Во время периода Сэнгоку замок Касугаяма был значимой базой для даймё, таких как Уэсуги Кэнсин.
Теодор вон Лерх, австрийский майор, работавший в японской армии инструктором, после русско-японской войны начал внедрять лыжный спорт на военной базе в Дзёэцу.
В 1978 году в Дзёэцу открылся Педагогический университет.

## Климат
Дзёэцу поставил рекорд самого большого слоя выпавшего снега в Японии (3,77 метров 26 февраля 1945 года).

## Известные люди из Дзёэцу
- Кэнкити Ёсидзава, дипломат
- Маэдзима Хисока, политик и бизнесмен
- Нана Харута, мангака
- Нобутака Цуцуи, политик
- Мимэй Огава, детский писатель
- Уэсуги Кэнсин, даймё